# Българско тайно революционно братство
Българското тайно революционно братство или Революционно братство е българска организация на привърженици на еволюционния метод в борбата за автономия на Македония и Одринска Тракия, съществувала от 1897 до 1900 година с център в Солун.

## Предпоставки за появата на Братството
Както и цялото българско общество в Солун, в годините след 1893 година учениците и учителите в Солунската гимназия са разделени на два лагера — „революционери“ и „еволюционисти“. Гимназията е един от центровете на борбата между тези две течения. Вижданията на привържениците на еволюционното развитие са свързани със становището на Екзархията за нуждата от продължаване на културно-просветното и икономическо развитие на населението в Македония и Одринско с легални средства. Както отбелязва Павел Шатев, лозунгът на революционерите, които са привърженици на идеите на ВМОРО за подготовка за въоръжена борба с цел извоюването на автономия на Македония, е „Свободата не ще екзарх, а иска Караджата“. В гимназията има създадени структури на ВМОРО, на няколко пъти в нея избухват ученически стачки (подкрепяни от част от учителите) срещу нейното ръководство. Бунтовете на учениците са по-скоро резултат на спорове между учители или между граждани, разделящи се на „революционери“ и „еволюционисти“, а учениците биват само инструмент за борба на групата на „революционерите“.

## Създаване
През 1897 година в лицето на растящата революционна сила на ВМОРО, група консервативно и проекзархийски настроени българи, основават в Солун нова организация. Братството е против революцията като метод за освобождение и смята, че Македония и Одринско имат нужда преди всичко от просвещение. Уставът му носи дата март 1897 година и е подписан с псевдонимите на 12 членове — основатели. Между тях били учителите Иван Гарванов, Димитър Мирчев, Христо Тенчев, Христо Ганов, Анастас Наумов, Антон Попстоилов, както и Йосиф Кондов – търговец, Коне Самарджиев – книжар, Неделчо Колушев – служител в българското консулство и други. Организацията е водена от Иван Гарванов, който тогава е учител в Солунската българска мъжка гимназия. Тя постепенно създава свои клонове в Прилеп, Велес, Тиквеш, Смолянско и Сяр.
Целта на Братството, формулирана в Устава му е:
| „ | а) Да подготви българския народ за борба, щото сам да извоюва свободен политически живот. б) Да се разправя с отделните мъчители народни. в) Да защити българската народност от посегателствата на инородните пропаганди. | “ |

А средствата за постигане на целта са:
| „ | а) живата и печатна реч, б) терорът, в) смърт, г) революцията. | “ |

Братството издава хектографирания вестник „Борба“ (1898), списван от Наумов, Тенчев, Недялко Колушев и Гарванов.
Създаването на Братството кара сръбската и гръцката пропаганди в Солун да се активизират. Така на 3 юни 1897 г. Христо Ганов е убит от сърбоманина Илия Пейчиновски в солунското кафене „Коломбо“. Присъстващият Иван Гарванов се притича на помощ, но е тежко ранен. Съдебното следствие установява, че следите на атентата водят към сръбския консул. Това кара организацията да преосмисли частично идеите. Членовете на организацията постепенно започват да осъзнават и необходимостта от въоръжена борба. Дейността на Братството среща противодействие и от страна на Вътрешната организация и донякъде от Върховния комитет в София. Започват вътрешни междуособици и опити за взаимни покушения с ранени, макар че никой не е убит. В спомените си Георги Баждаров пише по повод на пререканията между двете организации:
| „ | …Хората на Братството изглежда са се счели оскърбени, загдето са били пренебрегнати от другите. Това чувство ще да е било доста остро, защото хората на Братството са имали самочувствие да не бъдат нито по-малко умни, нито по-малко патриоти и авторитетни от другите… С Централния комитет в Солун бяха повече хората от еснафа, а с Братствениците бяха повече от нотабилите. В психологията на едните и на другите може би има известна разлика, вследствие на разликата в социалното им положение, но разлика между водачите, които бяха гимназиални учители, не можеше да има, освен чисто индивидуална, свойствена на лицата и от двете групировки… В това разцепление, сигурно ще да е имало и личен елемент, може би и смисъл и интерес. У обществата с ниска култура мъчно е да разбереш караниците и те почват поради идеи, материален интерес или накърнено честолюбие. | “ |

В спомените си Иван Хаджиниколов обобщава мнението на дейците на ВМОРО за Българско тайно революционно братство:
| „ | Всичките бяха привърженици на революционната организация, но заявяваха, че целта на революционното братство е да групира в себе си по-въздържани елементи, които да работят за освобождението на Македония по легален път. Истинските мотиви обаче за основаването на революционното братство бяха: 1) членовете на братството, прикрити зад маската на легална дейност, да не се излагат на рискове и лични жертви и 2) организираната маса да бъде подчинена на нарежданията на Екзархията и респективно на Върховния македонски комитет в София. Управата на революционното братство бе насочила борбата си лично против д-р Христо Татарчев и мене.. Татарчев и аз нямахне нищо против в Централния комитет да има двама техни чиновници, но като предварително условие искахме да дадат клетва за вярност към статутите на революционната организация, каквато те дълго време отказваха да дадат. Тази беше главната причина, дето дълго време не можехме да се помирим. Но след като те се съгласиха да положат клетва, помирението се постигна. | “ |

## Вливане във ВМОРО
След като Борис Сарафов става председател на Върховния комитет през 1899 г. той предлага на Братството преговори и посредничество. Това кара Гарванов да замине през 1900 г. за разговори в София. Сарафов, който открито симпатизира на Вътрешната организация, го съветва да се помирят и обединят. Гарванов получава такъв съвет и от министър-председателя Рачо Петров. Остава недоволен и отива в Цариград на среща с Екзарх Йосиф. Екзархът също не одобрява революционните действия на ВМОРО, но отказва да се бори срещу тях, като се мотивира, че на нейна страна са както князът, така и правителството. След тези разговори Ив. Гарванов се връща в Солун и запознава Братството с положението. След обсъждане надделяват гласовете за помирение и разбирателство. Тогава решават да изчакат помирителен пратеник от Сарафов, както е било обещано на Гарванов. И наистина през септември 1900 г. в Солун пристига офицерът от ВМОК Иван Камбуров (Йоцов) от Елена. След преговори с двата враждуващи лагера се постига споразумение, като с протокол, подписан от Христо Татарчев и от Гарванов, приподписан и от Камбуров „Революционно братство“ прекратява съществуването си. Наскоро след това, в присъствието на Пере Тошев, членовете на Братството са приети под клетва в редовете на ВМОРО. Те оказват впоследствие значително влияние на вътрешната организация и стават ядрото на дясното крило на ВМОРО. Гарванов, който е избран за председател, инициира организирането на Илинденско-Преображенското въстание през 1903 година.
Христо Караманджуков пише в своята оценка за дейността на братствата:
| „ | Ето защо братствата не можаха да надделеят, макар тяхната дейност да се оценяваше тогава, пък и от днешно гледище, при съвкупност на условията за по-правилна и по-благоприятна за целите на освободителното дело. | “ |